# Bill Fiedler
Bill Fiedler (10 de janeiro de 1910 - setembro de 1985) foi um futebolista norte-americano. Ele competiu na Copa do Mundo FIFA de 1934, sediada na Itália, na qual a seleção de seu país terminou na última colocação dentre os 16 participantes.